# توروري جورج
توروري جورج (بالإنجليزية: Turori George) مواليد 8 أغسطس 1943 في جزر كوك، هو ملاكم محترف نيوزلندي معتزل. حقق الميدالية البرونزية في دورة ألعاب الكومنولث والإمبراطورية البريطانية 1962.

## إحصائيات
خاض خلال مسيرته 54 نزالا، فاز في 36 وتعادل في 3 وخسر في 15.

## الميداليات
| الميدالية | المسابقة                                           |
| --------- | -------------------------------------------------- |
| برونزية   | دورة ألعاب الكومنولث والإمبراطورية البريطانية 1962 |

## روابط خارجية
- توروري جورج على موقع بوكس ريك (الإنجليزية) (registration required)